# Blasconuño de Matacabras
Blasconuño de Matacabras település Spanyolországban, Ávila tartományban.  Lakosainak száma 14 fő (2024).

## Népesség
A település népessége az utóbbi években az alábbiak szerint változott:
| Lakosok száma | 77   | 135  | 164  | 37   | 18   | 21   | 18   | 16   | 16   | 14   |
|               | 1842 | 1897 | 1940 | 1981 | 2000 | 2005 | 2010 | 2014 | 2019 | 2024 |